# Черанези
Черанези (итал. Ceranesi) је насеље у Италији у округу Ђенова, региону Лигурија.
Према процени из 2011. у насељу је живело 3762 становника. Насеље се налази на надморској висини од 120 м.

## Становништво
Према резултатима пописа становништва 2011. у општини је живело 4.006 становника.
| 1936. | 1951. | 1961. | 1971. | 1981. | 1991. | 2001. | 2011. |
| ----- | ----- | ----- | ----- | ----- | ----- | ----- | ----- |
| 3.505 | 3.427 | 3.176 | 2.963 | 3.404 | 3.509 | 3.762 | 4.006 |